# ARENA TOUR 2014 「炎と森のカーニバル-スターランド編-」 Supported by OXY
「ARENA TOUR 2014 「炎と森のカーニバル-スターランド編-」 Supported by OXY」（アリーナ ツアー 2014 ほのおともりのカーニバル スターランドへん サポーテッド バイ オキシー）は、SEKAI NO OWARIが2014年春に開催した全国ツアー。
昨年開催された野外ワンマンフェス「炎と森のカーニバル」とはタイトルが一部同じだが、「炎と森のカーニバル」と比べて、あまりファンタジックではなくて全く雰囲気が違うものにするとメンバーは意気込んでいる。また、「炎と森のカーニバル」で開催された「仮装コンテスト」を、内容を一部変更して今回も実施。また、仮装ドレスコードが設けてある。
最終公演の際にワンマンライブ『TOKYO FANTASY』の開催が発表された。

## 各公演
ひかりTVとのプロモーションとして展開してきた、SEKAI NO OWARI初の参加型ミュージックビデオ「STAR*DOME」の映像をステージ演出として、4月29日の埼玉公演の本編終了後に、プロジェクションマッピングとして一夜限り実施。
4月25日の新潟公演の際、同県で毎年開催される野外フェス『音楽と髭達』に出演することを発表。
4月29日の埼玉公演の本編は、同年7月6日にWOWOWライブで『SEKAI NO OWARI 全国ARENA TOUR 2014「炎と森のカーニバル-スターランド編-」〜WOWOW Edition〜』と題して放送された。また、同公演の本編と前述のプロジェクションマッピングの様子や公演についてのトーク映像は、同年7月12日にひかりTVで『炎と森のカーニバル -スターランド編- ひかりTV edition』と題して放送された。

## 連動企画
各会場に特設ブースが設置されて「SEKAI NO OWARI VISAカード」の入会受付が可能。入会者には、ツアー会場限定オリジナルランチトートバッグが先着3,000名にプレゼントされた。
ツアー開催3日前にリリースされたシングル「炎と森のカーニバル」または、ライブDVD『炎と森のカーニバル in 2013』をツアー会場で購入すると、購入枚数分のポスターが特典として付く。特典ポスターはシングル「炎と森のカーニバル」の販促用ポスターで、全3種から選択でき、数量限定。

## 日程
| 公演日        | 都道府県 | 会場                                                            |
| ------------- | -------- | --------------------------------------------------------------- |
| 2014年4月12日 | 大阪府   | 大阪城ホール                                                    |
| 2014年4月13日 | 大阪府   | 大阪城ホール                                                    |
| 2014年4月14日 | 大阪府   | 大阪城ホール                                                    |
| 2014年4月25日 | 新潟県   | 朱鷺メッセ                                                      |
| 2014年4月28日 | 埼玉県   | さいたまスーパーアリーナ                                        |
| 2014年4月29日 | 埼玉県   | さいたまスーパーアリーナ                                        |
| 2014年4月30日 | 埼玉県   | さいたまスーパーアリーナ                                        |
| 2014年5月6日  | 福岡県   | マリンメッセ福岡                                                |
| 2014年5月10日 | 広島県   | 広島グリーンアリーナ                                            |
| 2014年5月11日 | 広島県   | 広島グリーンアリーナ                                            |
| 2014年5月17日 | 宮城県   | 宮城県総合運動公園総合体育館 （セキスイハイムスーパーアリーナ） |
| 2014年5月27日 | 愛知県   | 名古屋市総合体育館 （日本ガイシホール）                         |
| 2014年5月28日 | 愛知県   | 名古屋市総合体育館 （日本ガイシホール）                         |
| 2014年6月14日 | 徳島県   | アスティとくしま                                                |
| 2014年6月21日 | 北海道   | 真駒内屋内競技場 （真駒内セキスイハイムアイスアリーナ）         |

※会場名で命名権が付いている会場は、正式名称と併記する。

## 製品化

### 音源
- メジャー7枚目シングル「Dragon Night」初回限定盤A付属のライブCD「炎と森のカーニバル-スターランド編- Selected LIVE CD VersionA」（2014年10月15日）[9]
- メジャー7枚目シングル「Dragon Night」初回限定盤B付属のライブCD「炎と森のカーニバル-スターランド編- Selected LIVE CD VersionB」（2014年10月15日）[9]

### 映像
- メジャー2枚目アルバム『Tree』初回限定盤付属のDVD（2015年1月14日）[10]
- メジャー1枚目ベストアルバム『SEKAI NO OWARI 2010-2019』初回限定盤・完全生産限定プレミアムBOX付属のDVD（2021年2月10日）[11]